# بعد الجنازة
بعد الجنازة أو اللوحة القاتلة بالإنجليزية After the Funeral، رواية تحقيق من تأليف أغاثا كريستي، نشرت لأول مرة في الولايات المتحدة الأمريكية من طرف «شركة دود وميد» في مارس/آذار 1953، تحت عنوان «الجنائز مهلكة»، ونشرت في المملكة المتحدة في 18 ماي/أيار من نفس العام تحت العنوان الأصلي الذي وضعته اغاثا كريستي، وقد ظهرت في الرواية شخصية المحقق البلجيكي هيركيول بوارو.

## ملخص الحبكة
تتجمع أسرة ريتشارد آبرناثي بعد جنازته في قاعة إندرباي لقراءة وصيته من قِبل محاميه السيد إينتويسل. تقسم ثروته بين عائلته الباقية: أخوه تيموثي آبرناثي وزوجته مود؛ أخته كورا لانسكوني. ابن أخيه جورج كروسفيلد؛ ابنة أخته الأولى روزموند شاين وزوجها مايكل؛ ابنة أخيه سوزان بنكس وزوجها غريغوري؛ وهيلين آبرناثي، زوجة شقيقه ليو قبل وفاته خلال الحرب. رغم أن ريتشارد توفي لأسباب طبيعية وموته كان متوقعًا، إلا أن كورا أدلت بتصريح فرصة بأنه قتل. وفي اليوم التالي للجنازة، عُثر عليها ميتةً، بعد أن قُتلت بوحشية خلال نومها. لا يوجد دافع واضح في تحقيقات المفتش مورتون – وبما أن الدخل المادي الخاص بكورا كان يعود إلى ملكية آبرناثي، فإن ممتلكاتها ستذهب إلى سوزان، بينما تتلقى رفيقتها الآنسة غيلكريست عددًا من اللوحات التي صنعتها. على أية حال، سرعان ما تشكلت الشكوك حول وفاة ريتشارد بعد مقتلها. وطلبًا للمساعدة، يتصل إينتويسل بصديقه، هيركيول بوارو، لحل هذه المسألة. يتصل بوارو بصديقه القديم السيد غوبي للتحقيق في قضية العائلة.
كان لكل فرد من أفراد الأسرة سببه الخاص في رغبته في الحصول على ثروة ريتشارد، وبالتالي أصبح كل واحد منهم مشتبهاً به في جريمة القتل. تزور سوزان في يوم التحقيق، منزل كورا لتنظيف ممتلكاتها من أجل المزاد. لقد علمت من غيلكريست أن خالتها كانت ترسم دائمًا من وحي الحياة، وأنها جمعت لوحات من المبيعات المحلية أملًا منها بالعثور على قطعة قيمة. وصل الناقد الفني ألكسندر غوثري في اليوم التالي لجنازة كورا، بهدف النظر في مشتريات كورا الأخيرة كما خططوا سابقًا، لكنه لم يجد شيئًا ذا قيمة هناك. تسممت غيلكريست في ذلك المساء، بشريحةٍ من كعكة زفاف أُرسلت لها بالبريد وقد كانت محتوية على الزرنيخ. لكنها بقيت على قيد الحياة، إذ لم تتناول إلا قطعةً صغيرةً منها. تنضم العائلة إلى بوارو وغيلكريست وذلك لاختيار بعض العناصر من إرث ريتشارد قبل بيعها. تعلق هيلين خلال المناقشات، حول اعتقادها بحدوث شيء غريب في يوم الجنازة، وتلقي غيلكريست ملاحظة حول إحدى الزخارف الموجودة في إندربي، بينما تتذكر سوزان أنها عثرت على لوحة في حوزة كورا، والتي تعتقد أنها قد نُسخت من بطاقة بريدية مصورة. وهي لا تنتمي إلى رسم وأسلوب كورا المعتاد.
اتصلت هيلين بإينتويسل في وقت مبكر من صباح اليوم التالي، لإبلاغه بما شعرت به خلال جنازة ريتشارد، لكنها ضُربت بوحشية على رأسها قبل أن تتمكن من قول المزيد. تعاني هيلين من صدمة، لذلك أُخذت بعيدًا للحفاظ على سلامتها. وبينما كان يستعد مورتون لسؤال كل فرد من أفراد الأسرة عن تحركاتهم يوم مقتل كورا، يفاجئ بوارو الجميع بالكشف لهم أن القاتل هو الآنسة غيلكريست. لقد تعرفت على لوحة ل يوهانس فيرمير من بين مشتريات كورا الأخيرة، وكانت تعلم أنها فرصتها الأخيرة لإعادة بناء المقهى المحبوب الخاص بها الذي فقدته في الحرب. رسمت مشهدًا لرصيف مستوحى من أحد البطاقات البريدية فوق لوحة فيرمير. ثم وضعت مُهدئًا في كأس الشاي لكورا حتى تنام، بينما تابعت غيلكريست دورها في الجنازة. لم يرَ أيّ من أفراد الأسرة كورا منذ أكثر من عقدين، مما جعل عملية الخداع أسهل. وبعد أن تُركت اقتراحات تقول بأن ريتشارد قد قُتل، قتلت غيلكريست كورا في اليوم التالي حتى تعتقد الشرطة أنها مرتبطة بوفاة ريتشارد.
كان على غيلكريست أن تنتحل شخصية كورا لكنها فشلت في ذلك. وتعرضت هيلين للهجوم لأنها أدركت الخطة في النهاية.

## الشخصيات
- هيركيول بوارو، المحقق البلجيكي المشهور.
- هيلين آبرناثي، أرملة أخ ريتشارد.
- جورج كروسفيلد، ابن أخت ريتشارد.
- تيموثي أبرناثي، أخ ريتشارد.
- مود أبرناثي، زوجة تيموثي.
- سوازن بنكس، ابنة أخ ريتشارد.
- غريغوري بنكس، زوج سوازن.
- روزموند شاين، ابنة أخت ريتشارد.
- مايكل شاين، زوج روزموند.
- كورا لانسكوني، أخت ريتشارد وأرملة بيار لانسكوني.

## الاقتباس
- تم اقتباس فيلم عام 1963 من الرواية، مع تغيير العنوان واستبدال شخصية هيركيول بوارو بشخصية الآنسة ماربل.
- تم اقتباس الرواية كحلقة من حلقات مسلسل إذاعي عام 2005 بثته إذاعة BBC 4 وقام جون موفات بأداء صوت هيركيول بوارو.
- تم اقتباس إحدى حلقات المسلسل التلفزيوني أغاثا كريستي بوارو من الرواية عام 2006 وقام بأداء دور بوارو الممثل ديفيد سيجيت.

## عنوان الترجمة العربية
قام الاديب الراحل عمر عبد العزيز أمين بترجمة الرواية تحت عنوان «الفخ» ونشرت من دار ميوزيك للطبع والنشر. وتحمل الرواية الرقم (65) ضمن السلسلة.